# V6 (gruppo musicale)
V6 (ブイシックス (V6)?, buishikkusu) è un gruppo pop rock giapponese formatosi a Tokyo nel novembre 1995. I primi singoli prodotti dal gruppo sono cover di canzoni di cantautori italiani come Giancarlo Pasquini, Andrea Leonardi, Alberto Contini e Sandro Oliva.
Il nome del gruppo V6 è un riferimento a versus (20th Century versus Coming Century), come dichiarato da Johnny Kitagawa; il 6 invece indica il numero dei membri del gruppo, che sono appunto sei.
Hanno realizzato diverse sigle di anime, come Eyeshield 21, Inuyasha (Change the world, la prima sigla iniziale) e One Piece (la ventunesima, Super Powers).
Il 1° novembre 2021 si sciolgono.

## Formazione
- Masayuki Sakamoto 坂本 昌行 (Sakamoto Masayuki?)
- Hiroshi Nagano 長野 博 (Nagano Hiroshi?)
- Yoshihiko Inohara 井ノ原 快彦 (Inohara Yoshihiko?)
- Go Morita 森田 剛 (Morita Gō?)
- Ken Miyake 三宅 健 (Miyake Ken?)
- Junichi Okada (岡田 准一 (Okada Jun'ichi?)

## Discografia

### Album in studio
1. 1996 – SINCE 1995 〜 FOREVER
2. 1997 – NATURE RHYTHM
3. 1998 – A JACK IN THE BOX
4. 1999 – "LUCKY" 20th Century, Coming Century to be continued...
5. 2000 – "HAPPY" Coming Century, 20th Century Forever
6. 2001 – Volume 6
7. 2002 – seVen
8. 2003 – ∞ INFINITY 〜LOVE & LIFE〜
9. 2005 – musicmind
10. 2007 – Voyager
11. 2010 – READY?
12. 2013 - Oh! My! Goodness!

### Raccolte
1. 2001 - Very best
2. 2006 - Very best II
3. 2015 - SUPER Very best

### Singoli
- 1995 – Music for the People
- 1996 – Made in Japan
- 1996 – Beat Your Heart
- 1996 – Take Me Higher (sampled chorus of Everytime We Touch (1992) by Maggie Reilly)
- 1997 – Ai Nanda" (愛なんだ?)
- 1997 – Honki ga Ippai" (本気がいっばい?)
- 1997 – Wa ni Natte Odoro" (WAになっておどろう?)
- 1997 – Generation Gap
- 1998 – Be Yourself!
- 1998 – Tsubasa ni Nare" (翼になれ?)
- 1998 – Over/Easy Show Time
- 1999 – Believe Your Smile
- 1999 – Jiyuu de Aru Tame ni" (自由であるために?)
- 1999 – Taiyou no Ataru Basho" (太陽のあたる場所?, lit. "The Place Where the Sun Hits")
- 2000 – Millennium Greeting
- 2000 – In the Wind
- 2000 – Change the World
- 2001 – Ai no Melody" (愛のMelody Love's Melody?)
- 2001 – Kiseki no Hajimari" (キセキのはじまり?)
- 2001 – Dasenai Tegami" (出せない手紙?)
- 2002 – Feel Your Breeze/One (feat. Shoo)
- 2003 – Mejirushi no Kioku" (メジルシの記憶?)
- 2003 – Darling
- 2003 – Cosmic Rescue/Tsuyoku Nare" (Cosmic Rescue/強くなれ?)
- 2004 – Arigatou no Uta" (ありがとうのうた Song of Thanks?)
- 2004 – Thunderbirds (Your Voice)
- 2005 – Utao-Utao
- 2005 – Orange
- 2006 – Good Day!!" (グッデイ!! Gud Dei?)
- 2007 – Honey Beat/Boku to Bokura no Ashita" (Honey Beat/僕と僕らの明日?)
- 2007 – Jasmine/Rainbow" (ジャスミン/Rainbow Jasumin/Rainbow?)
- 2007 – Way of Life
- 2008 – Chō" (蝶 Butterfly?)
- 2008 – Light in Your Heart/Swing!
- 2009 – Spirit" (スピリット Supiritto?)
- 2009 – Guilty
- 2010 – Only Dreaming/Catch

## Videografia
- 1996 – Live for the People
- 1997 – Film V6: Clips and More
- 1998 – Space (from V6 Live Tour '98)
- 1999 – Film V6 Cct II: Clips and More
- 2001 – Very Happy!!!
- 2002 – Film V6 Act III: Clips and More
- 2002 – Liv6
- 2003 – Hard Luck Hero (movie)
- 2004 – Love & Life (V6 Summer Special Dream Live 2003)
- 2005 – Film V6 Act IV (Ballad Clips and More)
- 2005 – Film V6 act IV (Dance Clips and More)
- 2005 – Very Best Live (1995—2004)
- 2005 – Hold Up Down (movie)
- 2006 – 10th Anniversary Concert Tour 2005: Musicmind
- 2008 – V6 Live Tour 2007 Voyager (Boku to Bokura no Ashita)
- 2009 – V6 Live Tour 2008 Vibes
- 2010 – V6 Live DVD Asia Tour 2010 in Japan Ready?